# هوكوتو شيمودا
هوكوتو شيمودا (باليابانية: 下田 北斗) (7 نوفمبر 1991 في هيراتسوكا في اليابان – )؛ هو لاعب كرة قدم ياباني سابق كان يلعب كلاعب وسط.

## وصلات خارجية
- هوكوتو شيمودا على موقع رابطة كرة القدم اليابانية للمحترفين (اليابانية)
- هوكوتو شيمودا على موقع قاعدة بيانات كرة القدم.إي يو (الإنجليزية)
- هوكوتو شيمودا على موقع Soccerway.com (الإنجليزية)
- هوكوتو شيمودا على موقع عالم كرة القدم.نت (الإنجليزية)